# Philipp Neumann (Basketballspieler)
Philipp Neumann (* 20. Februar 1992 in Köln, Nordrhein-Westfalen) ist ein deutscher Basketballspieler. Er ist 2,10 Meter groß und kann auf den Positionen Power Forward und Center spielen. Neumann galt als eines der größten deutschen Basketballtalente seines Jahrgangs. Er bestritt fünf A-Länderspiele.

## Karriere
Neumann spielte in der Jugend für den TV Langen, unter anderem in der U14-Oberliga. Danach spielte er in der U16-Oberliga beim SSKC Aschaffenburg/Klein-Krotzenburg. Über die Auswahlmannschaft des Hessischen Basketballverbandes weckte er dann auch schnell das Interesse größerer Vereine. Der Verein Franken Hexer aus Nürnberg machte das Rennen um den inzwischen zum Jugendnationalspieler aufgestiegenen Jungen. Mit 18 Jahren unterzeichnete er seinen ersten Profivertrag bei den Brose Baskets aus Bamberg.
In der Saison 2009/2010 bekam Neumann nur wenig Einsatzzeit, feierte aber die deutsche Meisterschaft und den Pokalsieg mit den Brose Baskets. In den beiden darauffolgenden Saisons wurde er ebenfalls deutscher Meister und Pokalsieger. Er kam während seiner Bamberger Zeit dank Doppelspielrecht auch für den Drittligisten TSV Breitengüßbach zum Einsatz.
Am 23. April 2013 meldete Neumann sich zum NBA-Draft 2013 an, zog diese Anmeldungen aber nach dem Gewinn der deutschen Meisterschaft zurück.
Im Dezember 2013 wechselte Neumann zunächst auf Leihbasis von den Brose Baskets zu den EWE Baskets Oldenburg. Im Juni 2014 zogen die EWE Baskets Oldenburg eine Kaufoption und verpflichteten Neumann zur Saison 2014/2015. Mit dieser Mannschaft errang er 2015 einen weiteren Pokalsieg. Nach Ablauf seines Vertrages konnte sich Neumann mit den Oldenburgern nicht auf einen neuen Vertrag einigen und wechselte zu Ratiopharm Ulm.
In der Spielzeit 2016/17 wechselte Neumann von Ulm nach Vechta. Mit den Niedersachsen stieg er aus der höchsten deutschen Spielklasse ab. 
Anschließend war Neumann einige Monate lang vereinslos, ehe er sich Ende Januar 2018 den Crailsheim Merlins (ebenfalls 2. Bundesliga ProA) anschloss. Mit den Hohenlohern wurde er hinter seinem ehemaligen Verein aus Vechta 2018 Vizemeister der Pro A, was zugleich den Aufstieg in die Bundesliga bedeutete. Neumann erzielte auf dem Weg zu diesem Erfolg in 19 Pflichtspieleinsätzen im Durchschnitt 6,1 Punkte und sammelte 5,2 Rebounds je Begegnung ein. 2018/19 bestritt er 32 Bundesliga-Spiele für Crailsheim, erzielte durchschnittlich 7,0 Punkte und 4,5 Rebounds pro Begegnung und erreichte mit der Mannschaft am letzten Spieltag den Klassenerhalt. Ende Juni 2019 verließ er die Merlins.
Ende September 2019 wurde Neumann vom Zweitligisten Tigers Tübingen verpflichtet. Später spielte er noch für den Landesligisten TSB Schwäbisch Gmünd.